# Mocis
Mocis é um gênero de traça pertencente à família Arctiidae.